# Paolo Rosi (pugile)
Paolo Rosi, soprannominato “il Marciano dei leggeri” (Rieti, 28 gennaio 1928 – Stamford, 20 gennaio 2004), è stato un pugile italiano, sfidante al titolo mondiale dei pesi leggeri. Ha combattuto contro grandi fuoriclasse del pugilato come Flash Elorde, Joe Brown. Eddie Perkins,  e Carlos Ortiz.

## Biografia

### Carriera pugilistica
Combatté in Italia i primi 13 incontri, con una striscia di 12 vittorie e una sola sconfitta ai punti in otto riprese contro Virgilio Andressi.
Nel 1952 Rosi fu presentato dal suo allenatore Gigi Proietti al manager statunitense Charley Johnson e tentò l'avventura americana. Negli Stati Uniti divenne un idolo per gli italo-americani e in poco tempo salì ai vertici della classifica dei pesi leggeri. 
Tra la fine del 1952 e tutto il 1958, Rosi combatté 21 match oltreoceano con 17 vittorie, tre sconfitte e un pari. 
Il 23 febbraio 1959, a Daly City, batté il temibilissimo filippino Gabriel Elorde, con una contrastata decisione ai punti, in una virtuale semifinale per il titolo mondiale dei leggeri.
Il 3 giugno successivo a Washington combatté per la corona mondiale contro lo statunitense Joe Brown, uno dei più grandi pesi leggeri di tutti i tempi. Fu sconfitto per ferita all'8º round, in un match che, sino al momento dell'interruzione, vedeva Rosi in vantaggio di due punti nei tabellini dei giudici.
Il 18 maggio 1960, a Washington, fu sconfitto ai punti da Eddie Perkins, astro nascente dei pesi welter junior e futuro campione del mondo della categoria, a spese niente meno che di Duilio Loi.
Nel novembre 1961, al Madison Square Garden di New York, combatté un'altra semifinale per il titolo dei leggeri affrontando Carlos Ortiz, già campione del mondo dei welter junior e futuro dominatore della categoria. Perse ai punti in dieci riprese ma dopo aver mandato al tappeto il portoricano al 9º round sino al conteggio di 8.
Combatté per l'ultima volta, ormai trentaquattrenne, a New York, contro il venezuelano Carlos Hernández, futuro avversario “mondiale” di Sandro Lopopolo ma fu costretto ad arrendersi per Kot alla prima ripresa, dopo tre atterramenti.

### Dopo il ritiro
Rosi si stabilì nel Bronx con la sua famiglia. Tornò una sola volta in Italia, nel 1997, invitato dall'amministrazione comunale di Rieti, per partecipare alla processione dei ceri in onore di Sant'Antonio da Padova.
Nel 2018 l'Amministrazione provinciale di Rieti gli ha intitolato la vecchia Palestra di Via San Liberatore che lo vide allenarsi agli inizi della carriera.